# Wolf Witzemann
Wolfgang Witzemann (né le 28 juin 1924 à Feldkirch, mort le 27 juillet 1991 à Munich) est un chef décorateur autrichien.

## Biographie
Witzemann commence sa carrière au début de la Seconde Guerre mondiale comme éclairagiste auxiliaire au théâtre d'Augsbourg. Après son service militaire de 1942 à 1944, il retourne au théâtre d'Augsbourg. En février 1946, Witzemann devient ingénieur du son, assistant technique et régisseur au Vorarlberger Landestheater de Bregenz.
En 1948, il vient au cinéma et travaille d'abord comme décorateur assistant dans des productions internationales créées dans le studio ÖFA à Thiersee. En 1953, Witzemann s'installe à Vienne. Sous la direction de collègues expérimentés Werner Schlichting et Otto Pischinger, il fait ses premiers pas de chef décorateur en 1955. Dans le cas de productions internationales partiellement produites en Autriche, comme Freud, passions secrètes de John Huston, Wolf Witzemann se limite à des tâches subalternes comme la conception des décors pour les scènes créées sur place.
Les principaux genres des films allemands et autrichiens auxquels prend part Wolfgang Witzemann sont la comédie et le Heimatfilm.
Surtout au début des années 1970, la télévision a une importance considérable dans sa carrière, car elle a plus d'ambitions et de moyens que le cinéma. Wolf Witzemann décore plus de 30 émissions de télévision pour l'ARD, la ZDF et l'ORF et travaille encore pour le théâtre (Opéra de Graz, Wiener Kammeroper, Landestheater Linz, théâtre de Münster).
Par ailleurs, Witzemann conçoit aussi le décor de stands d'exposition et de restaurants.

## Filmographie
- 1953 : Le Dernier Pont
- 1954 : La Fin d'Hitler
- 1955 : Mozart
- 1956 : Hengst Maestoso Austria (de)
- 1956 : Försterliesel
- 1956 : Les Fiancés du Wolfgangsee (de)
- 1956 : Der Schandfleck (de)
- 1956 : Wer die Heimat liebt (de)
- 1957 : Der Jungfrauenkrieg
- 1957 : Dort in der Wachau
- 1957 : Heiratskandidaten
- 1957 : Der Pfarrer von St. Michael
- 1958 : Sebastian Kneipp (de)
- 1960 : Agent double
- 1960 : Schlußakkord
- 1961 : Napoléon II, l'aiglon
- 1961 : Le Caporal épinglé
- 1961 : Freud, passions secrètes
- 1962 : Das ist die Liebe der Matrosen (de)
- 1963 : Sing, aber spiel nicht mit mir (de)
- 1963 : Unsere tollen Nichten
- 1963 : Interpol contre stupéfiants
- 1963 : Maskenball bei Scotland Yard
- 1963 : La Môme aux dollars
- 1964 : Happy-End am Attersee (de)
- 1964 : DM-Killer
- 1965 : La Fontaine aux mille plaisirs
- 1968 : Schamlos (de)
- 1969 : Promenade avec l'amour et la mort
- 1977 : Winterspelt 1944